# Laniellus albonotatus
A Laniellus albonotatus a madarak osztályának verébalakúak (Passeriformes) rendjébe és a Leiothrichidae családjába tartozó faj.

## Rendszerezése
A fajt René Primevère Lesson francia ornitológus írta le 1835-ben, a Lanius nembe Lanius albonotatus néven. Egyes szervezetek a Crocias nembe sorolják Crocias albonotatus néven.

## Előfordulása
Délkelet-Ázsiában, Indonéziához tartozó, Jáva szigetének nyugati részén honos. Természetes élőhelyei a szubtrópusi vagy trópusi hegyi esőerdők. Állandó, nem vonuló faj.

## Megjelenése
Testhossza 20 centiméter.

## Életmódja
Rovarokkal és néha gyümölcsökkel táplálkozik.

## Természetvédelmi helyzete
Az elterjedési területe rendkívül kicsi, egyedszáma pedig csökken. A Természetvédelmi Világszövetség Vörös listáján mérsékelten fenyegetett fajként szerepel.